# Suezichthys soelae
Suezichthys soelae es una especie de peces de la familia Labridae en el orden de los Perciformes.

## Morfología
Los machos pueden llegar alcanzar los 10,3 cm de longitud total.

## Distribución geográfica
Se encuentra al noroeste de Australia.